# Ben Jeby
Ben Jeby (* 11. November 1907 oder 21. November 1907 oder 27. Dezember 1909 in Manhattan, New York; † 5. Oktober 1985 oder 25. Oktober 1985 in New York City, New York), dessen Geburtsname Benjamin Morris Jebaltowsky war, wuchs auf in der Lower East Side und war ein US-amerikanischer Boxer im Mittelgewicht und Weltmeister des ehemaligen Verbandes NYSAC, aus dem später der WBC-Verband hervorging.
Jeby gewann den Weltmeistertitel am 13. Januar 1933. Er siegte durch einen technischen Knock-out nach zwölf Runden gegen Frankie Battaglia. Nach mehreren erfolgreichen Titelverteidigungen verlor Jeby den Titel aber schon am 9. August 1933 wieder gegen Lou Brouillard.